# Emmelie de Forest
Emmelie Charlotte-Victoria de Forest (ur. 28 lutego 1993 w Randers) – duńska piosenkarka i autorka tekstów. Laureatka 58. Konkursu Piosenki Eurowizji (2013) z piosenką „Only Teardrops”.

## Życiorys

### Wczesne lata
Urodziła się w Randers w dwunarodowościowej rodzinie, a dorastała w Mariager w północnej Jutlandii. Jest córką Ingvara Engströma (1938–2010), który w ostatnich latach życia przyjął nazwisko de Forest. Był on pozamałżeńskim dzieckiem Maurycego Arnolda de Foresta, kierowcy wyścigowego, polityka i pilota, który był sierotą i został adoptowany przez bogatą rodzinę.
W wieku 18 lat przeniosła się do Kopenhagi, gdzie została przyjęta do instytutu kształcącego w zakresie profesjonalnego śpiewania Complete Vocal Institute, prowadzonego przez Katrinę Sadlin.

### Kariera
W młodości śpiewała w chórach kościelnych oraz chórze gospel Steve’a Camerona. W wieku 14 lat zaczęła koncertować ze szkockim muzykiem Fraserem Neillem, jeżdżąc z nim przez cztery lata po całej Danii i wykonując zarówno własne utwory, jak i bluesowo–folkowe wersje hitów m.in. Nirvany czy Johnny’ego Casha.

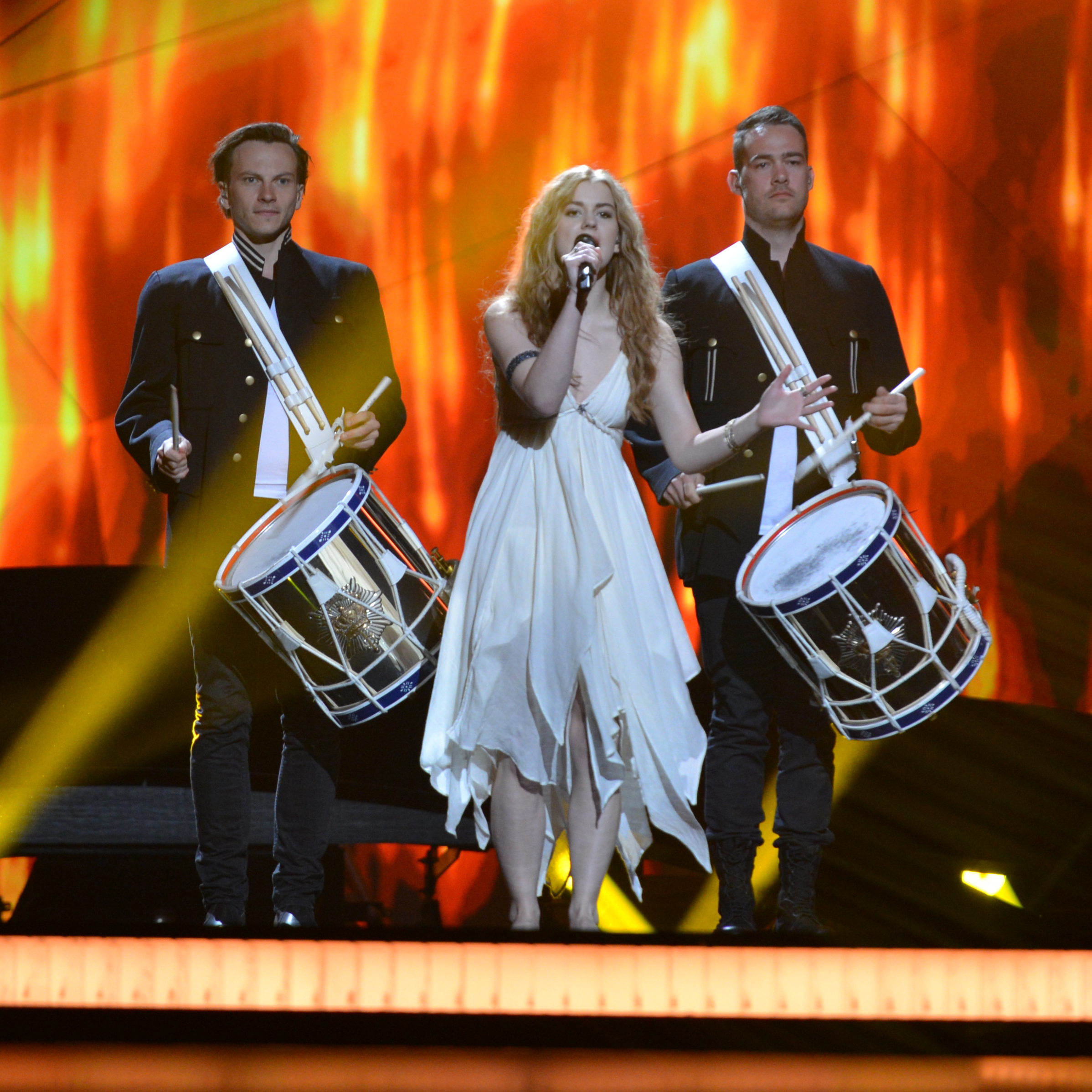
Emmelie de Forest podczas wykonywania piosenki „Only Teardrops” w finale 58. Konkursu Piosenki Eurowizji w Malmö, maj 2013

W 2013 z piosenką „Only Teardrops” zgłosiła się do duńskich eliminacji eurowizyjnych Dansk Melodi Grand Prix. 26 stycznia wystąpiła w finale selekcji, w którym zajęła pierwsze miejsce, zostając reprezentantką Danii w 58. Konkursie Piosenki Eurowizji organizowanym w Malmö. Po wygraniu eliminacji trafiła z piosenką na pierwsze miejsce na duńskiej liście muzycznej, a także stała się faworytką bukmacherów i klubów OGAE do wygrania całego konkursu, sama zaś typowała, że znajdzie się w pierwszej piątce finałowej. 14 maja wystąpiła w pierwszym półfinale konkursu i zakwalifikowała się do finału rozgrywanego 18 maja. Zwyciężyła w nim, zdobywając łącznie 281 punktów z prawie wszystkich uczestniczących krajów, wyłączając San Marino. Po finale konkursu trafiła z piosenką „Only Teardrops” na listy sprzedaży w kilkunastu krajach Europy oraz na oficjalną listę w Australii. Przed rozegraniem finału Eurowizji, 6 maja 2013 wydała debiutancki album studyjny pt. Only Teardrops, który utrzymany był w stylistyce nowoczesnego popu. Prawie wszystkie znajdujące piosenki z płyty napisała samodzielnie, inspirując się swoimi ulubionymi książkami, filmami i snami. Przy tworzeniu utworów współpracowała ze skandynawskimi kompozytorami, takimi jak m.in. Lise Cabble, Julią Fabrin Jakobsen i Thomas Stengaard. Kilka utworów, które znalazły się na płycie (w tym m.in. symfoniczną wersję piosenki „Only Teardrops”), nagrała przy współpracy z Orkiestrą Polskiego Radia w Warszawie. 13 czerwca zaprezentowała oficjalny teledysk do „Only Teardrops”, który realizowany był w lesie i na plaży, a wyreżyserował go Michael Sauer Christensen.

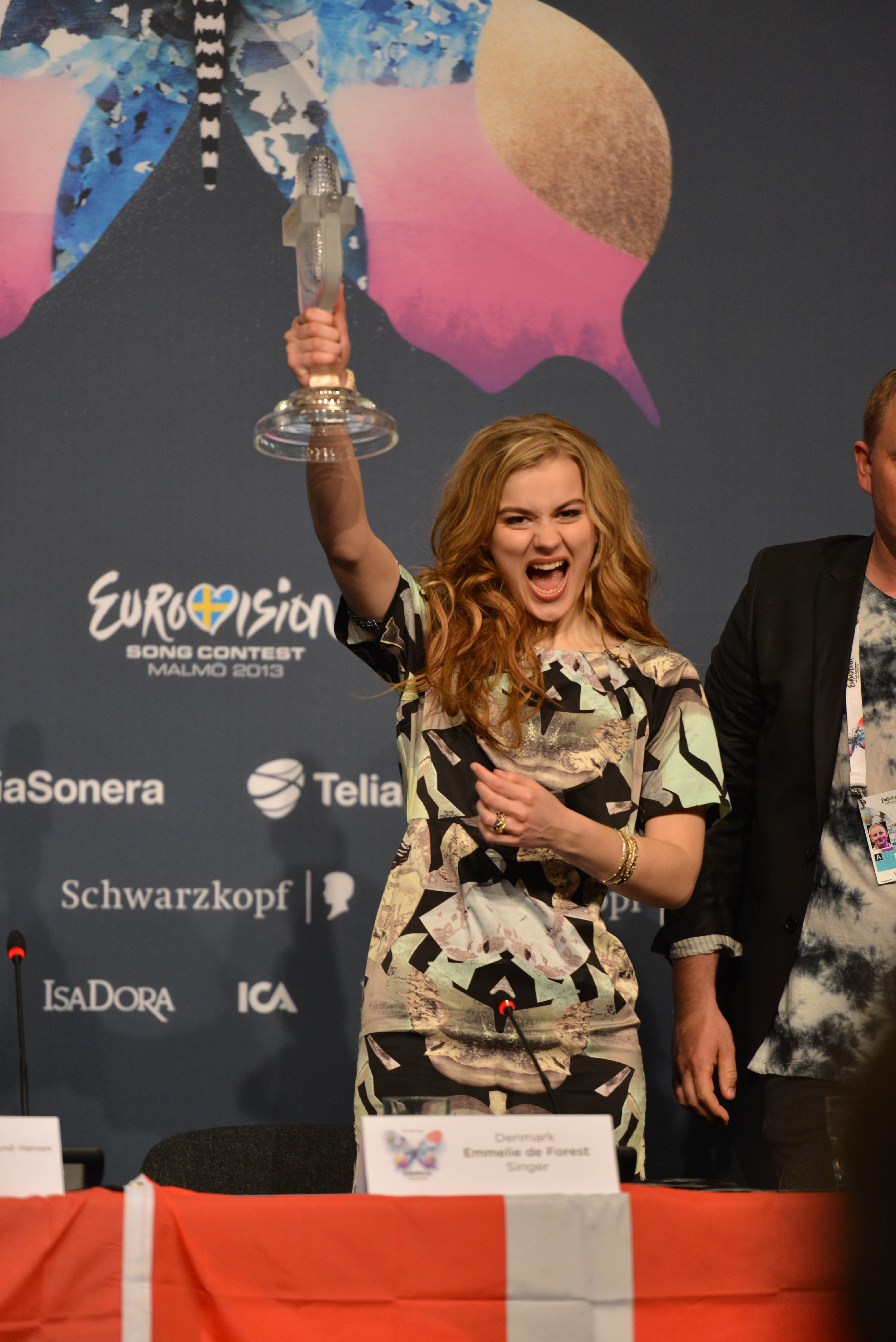
Emmelie de Forest podczas konferencji prasowej po finale 58. Konkursu Piosenki Eurowizji w Malmö, maj 2013

11 lipca z piosenką „Only Teardrops” wystąpiła podczas uroczystego otwarcia festiwalu Słowiański Bazar w Witebsku na Białorusi. W sierpniu została nominowana do szwedzkiej nagrody Rockbjörnen w kategorii Najlepsza zagraniczna piosenka (za „Only Teardrops”). 19 sierpnia wydała swój drugi singel „Hunter & Prey”, który powstał w wyniku jej współpracy z Lise Cabble i Jakobem Glæsnerem. W październiku jej singlowi „Only Teardrops” przyznano za sprzedaż certyfikat podwójnej platyny za sprzedaż w ponad 60 tysiącach kopii w Danii. Pod koniec listopada wystąpiła jako gość specjalny podczas finału Konkursu Piosenki Eurowizji dla Dzieci 2013 w Kijowie. W grudniu Duński Ruch Europejski przyznał jej prestiżową nagrodę Europejczyka roku, którą tym samym po raz pierwszy przyznano osobie ze świata muzyki i kultury. W poprzednich latach wyróżnienie to zdobyły osoby takie jak Angela Merkel, książę Henryk czy Günter Grass.
8 lutego 2014 wystąpiła podczas finału preselekcji Malty do Konkursu Piosenki Eurowizji, gdzie premierowo wykonała swój trzeci singel „Rainmaker”, który stworzyła wspólnie z Jakobem Schackem Glæsnerem i Fredrikem Soneforsem. Piosenka jednocześnie została napisana z myślą o Konkursie Piosenki Eurowizji jako oficjalnym hymnie 59. edycji konkursu. Utwór został wydany 21 lutego. W maju wystąpiła jako gość muzyczny podczas 59. Konkursu Piosenki Eurowizji organizowanego w Kopenhadze; 6 maja otworzyła pierwszy koncert półfinałowy wykonaniem „Only Teardrops”, a w finale (10 maja) zaśpiewała m.in. nowy singel „Rainmaker”, będący hymnem Eurowizji 2014. W czerwcu za ten singel odebrała złoty certyfikat za sprzedaż w nakładzie ponad 15 tys. kopii w Danii. 1 września wydała minialbum, zatytułowany Acoustic Session, który nagrała w wersji akustycznej.
31 marca 2015 zaśpiewałą piosenkę „Only Teardrops” podczas koncertu jubileuszowego Eurovision Song Contest’s Greatest Hits przygotowanego przez brytyjską telewizję BBC z okazji 60-lecia istnienia Konkursu Piosenki Eurowizji. Jest współautorką piosenki „Never Give Up on You”, z którą w maju 2017 Lucie Jones reprezentowała Wielką Brytanię w 62. Konkursie Piosenki Eurowizji, zajmując 15. miejsce w finale.
9 lutego 2018 wydała drugi album studyjny pt. History. W sierpniu potwierdzono, że wystąpi w 15. edycji programu Vild mer dans, w parze z Frederikiem Nonnemannem zajęła ósme miejsce, odpadając w szóstym odcinku.

### Życie prywatne
Podczas występu w duńskich preselekcjach Dansk Melodi Grand Prix przedstawiła się słowami: Nazywam się Emmelie Charlotte Victoria de Forest i moją praprababcią była królowa Wiktoria. Okazało się to jednak chwytem marketingowym.
Potrafi swobodnie mówić w języku szwedzkim.
Od 2013 jest związana z 22 lata starszym od siebie Jakobem Schackem Glæsnerem, byłym członkiem duńskiego zespołu Johnny Deluxe.

## Dyskografia

### Albumy studyjne
| Rok                            | Dane dot. albumu                                                                                         | Najwyższe pozycje na listach | Najwyższe pozycje na listach | Najwyższe pozycje na listach | Najwyższe pozycje na listach |
| Rok                            | Dane dot. albumu                                                                                         | DEN                          | BEL                          | GER                          | SWE                          |
| ------------------------------ | --- | ---------------------------- | ---------------------------- | ---------------------------- | ---------------------------- |
| 2013                           | Only Teardrops - Wydany: 6 maja 2013 - Wytwórnia: Universal Music Denmark - Format: CD, digital download | 4                            | 140                          | 61                           | 32                           |
| 2018                           | History - Wydany: 9 lutego 2018 - Wytwórnia: Cosmos Music - Format: CD, digital download                 | –                            | –                            | –                            | –                            |
| „–” pozycja nie była notowana. | |                              |                              |                              |                              |

### EP
| Rok  | Dane dot. albumu                                                                                           |
| ---- | --- |
| 2014 | Acoustic Session - Wydany: 1 września 2014 - Wytwórnia: Universal Music Denmark - Format: digital download |

### Single
| Rok                            | Tytuł            | Najwyższe pozycje na listach | Najwyższe pozycje na listach | Najwyższe pozycje na listach | Najwyższe pozycje na listach | Najwyższe pozycje na listach | Najwyższe pozycje na listach | Najwyższe pozycje na listach | Najwyższe pozycje na listach | Najwyższe pozycje na listach | Najwyższe pozycje na listach | Najwyższe pozycje na listach | Najwyższe pozycje na listach | Najwyższe pozycje na listach | Najwyższe pozycje na listach | Certyfikat        | Album          |
| Rok                            | Tytuł            | DEN                          | AUS                          | AUT                          | BEL                          | FIN                          | FRA                          | GER                          | IRE                          | NL                           | NOR                          | SPA                          | SWE                          | SWI                          | UK                           | Certyfikat        | Album          |
| ------------------------------ | ---------------- | ---------------------------- | ---------------------------- | ---------------------------- | ---------------------------- | ---------------------------- | ---------------------------- | ---------------------------- | ---------------------------- | ---------------------------- | ---------------------------- | ---------------------------- | ---------------------------- | ---------------------------- | ---------------------------- | ----------------- | -------------- |
| 2013                           | „Only Teardrops” | 1                            | 47                           | 7                            | 11                           | 17                           | 79                           | 5                            | 5                            | 4                            | 9                            | 8                            | 3                            | 3                            | 15                           | - DEN: 2× platyna | Only Teardrops |
| 2013                           | „Hunter & Prey”  | –                            | –                            | –                            | –                            | –                            | –                            | –                            | –                            | –                            | –                            | –                            | –                            | –                            | –                            |                   | Only Teardrops |
| 2014                           | „Rainmaker”      | 1                            | –                            | –                            | –                            | –                            | –                            | 58                           | 65                           | –                            | –                            | –                            | –                            | 74                           | 73                           | - DEN: złoto      | –              |
| 2014                           | „Drunk Tonight”  | –                            | –                            | –                            | –                            | –                            | –                            | –                            | –                            | –                            | –                            | –                            | –                            | –                            | –                            |                   | –              |
| 2015                           | „Hopscotch‬”      | –                            | –                            | –                            | –                            | –                            | –                            | –                            | –                            | –                            | –                            | –                            | –                            | –                            | –                            |                   | –              |
| 2017                           | „Sanctuary”      | –                            | –                            | –                            | –                            | –                            | –                            | –                            | –                            | –                            | –                            | –                            | –                            | –                            | –                            |                   | History        |
| „–” pozycja nie była notowana. |                  |                              |                              |                              |                              |                              |                              |                              |                              |                              |                              |                              |                              |                              |                              |                   |                |

## Nagrody i nominacje
| Rok  | Konkurs                         | Kategoria                                         | Rezultat  |
| ---- | ------------------------------- | ------------------------------------------------- | --------- |
| 2013 | Konkurs Piosenki Eurowizji 2013 | Grand Prix konkursu                               | Wygrana   |
| 2013 | Rockbjörnen                     | Najlepsza zagraniczna piosenka („Only Teardrops”) | Nominacja |
| 2013 | Duński Ruch Europejski          | Europejczyk roku                                  | Wygrana   |